# 广西壮族自治区英山监狱
广西壮族自治区英山监狱建于1968年，是隶属于中华人民共和国广西壮族自治区监狱管理局的一所关押刑期15年以上的重刑犯的监狱。原址在柳州鹿寨县，2008年1月16日，从山区搬至桂林市近郊的七星区横塘路29号。